# 朱莉娅·鲁利
朱莉娅·鲁利（義大利語：Giulia Rulli，1991年6月3日—），意大利女子篮球运动员。她曾代表意大利参加2020年夏季奥林匹克运动会女子三对三篮球比赛，最终队伍获得第六名。